# René Euloge

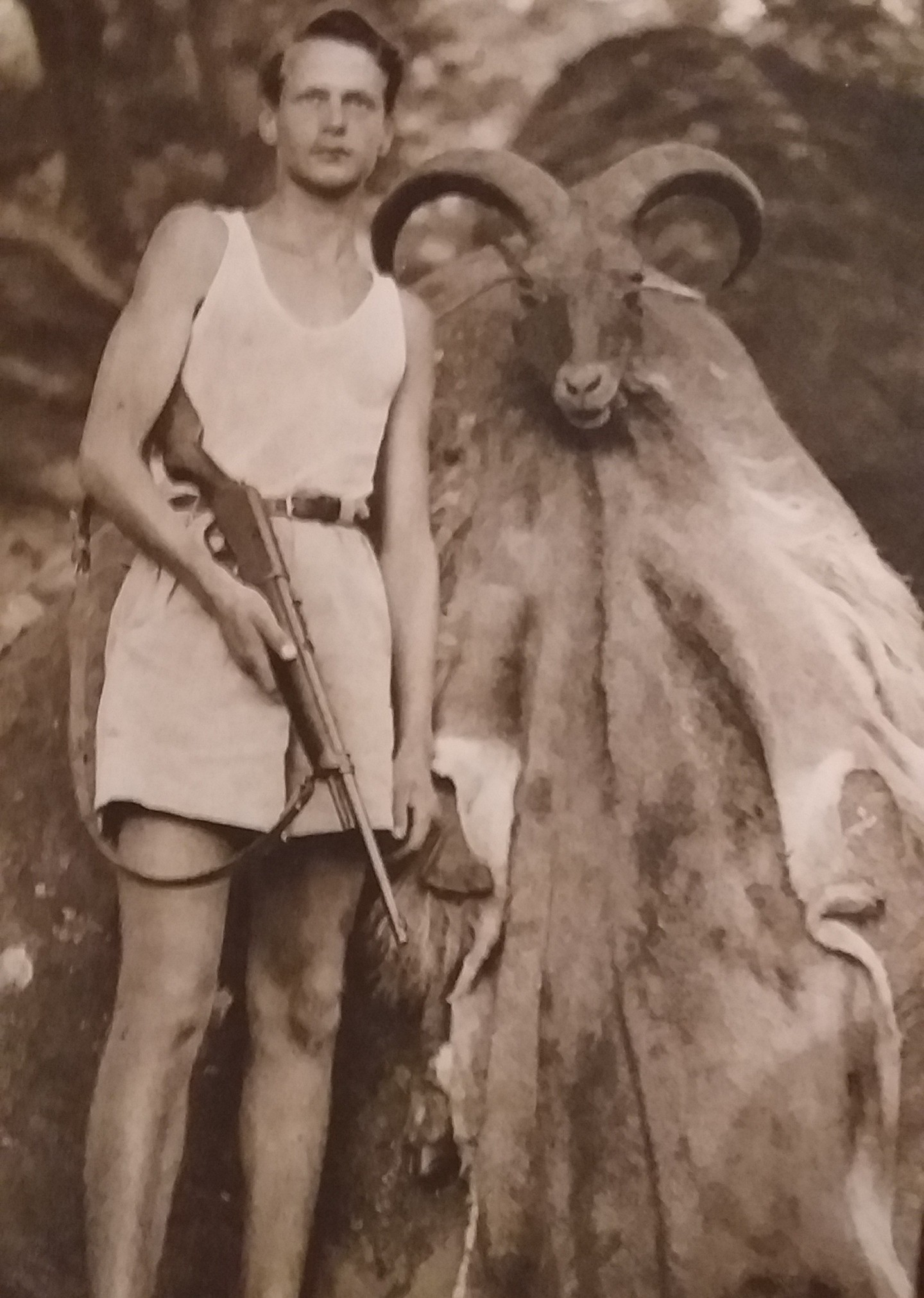
René Euloge (de retour d'une chasse dans le Haut-Atlas)

René Euloge, né le 2 juin 1900 à Lons-le-Saunier dans le Jura et mort à Marrakech au Maroc le 7 avril 1985, est un instituteur, écrivain, photographe et peintre français.

## Biographie
En parallèle à ses études à l'Ecole normale d'instituteur de Paris, il suit des cours d'arabe, de russe et de berbère à l'Institut national des langues et civilisations orientales (INALCO).
Sa carrière d'instituteur (1919-1963) se passera au Maroc où il fait le choix de rester lorsque ce pays accède à son indépendance en 1956.
Son premier poste sera alors l'Ecole des fils de notables de Marrakech (1920-1926) avant d'être envoyé à l'Ecole indigène de Demnat dans le Haut-Atlas où il est séduit par la région et ses habitants.
Pratiquant la chasse et la pêche durant ses périodes de congé, il parcourt les montagnes alentours, partageant la vie des bergers et cultivateurs du pays. Il recueille auprès d'eux, poèmes, contes et histoires, qu'il note minutieusement sur les pages d'un petit calepin.
En 1929, déjà connu pour un premier recueil de poèmes, il est engagé par une petite revue mensuelle (La Terre marocaine qui deviendra plus tard La vie marocaine illustrée) où, de 1929 à 1938, il y publie de nombreuses poésies berbères qu'il récolte lors de ses pérégrinations dans les montagnes.
Il recueille notamment la poésie d'une célèbre hétaïre de l'Atlas, Mririda n'Aït Attik, qu'il publiera dans l'une de ses dernières oeuvres : Les chants de la Tassaout.

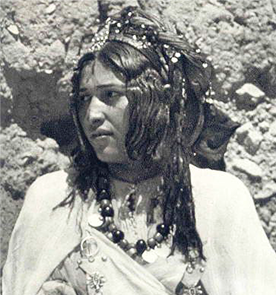
Mririda n Aït Attik, l'hétaïre inspirée

L’un de ses fils, Raymond Euloge, professeur de lettres et peintre, a suivi les traces de son père, subjugué lui aussi par les pays berbères : « Mon père, René Euloge, écrivain et peintre berbérisant, m'a transmis sa passion pour le Grand Atlas ».

## Principales publications
- Les fils de l’ombre (1929)
- Cimes et hautes vallées du Grand Atlas (1949)
- Silhouettes du pays chleuh (1951)
- Les derniers fils de l’ombre (1952)
- Pastorales berbères (1956)
- Les chants de la Tassaout (1963)